# Ragazzi di vita
Ragazzi di vita è un romanzo di Pier Paolo Pasolini pubblicato la prima volta nel 1955 da Garzanti.

## Trama
La storia si svolge nella Roma del secondo dopoguerra, tra le varie borgate. I protagonisti sono degli adolescenti appartenenti al mondo del sottoproletariato urbano che vivono alla giornata di espedienti, arrangiandosi come possono, cercando di accaparrarsi ogni genere di oggetto che possa essere rivenduto: tombini di ferro, copertoni, tubi, generi alimentari.
Riccetto, questo è il soprannome di uno dei ragazzi, dopo aver racimolato del denaro, affitta una barca per navigare sul Tevere con degli amici. Durante questo giro in barca, egli rischia seriamente la vita gettandosi in acqua per salvare una rondine che sta per annegare. Benché si comporti spesso da delinquente, con questo gesto dimostra la sua grande generosità.
La scuola che ospita gli sfrattati delle borgate è ridotta in uno stato deplorevole e, anche a causa degli inadeguati controlli tecnici ed edili, un giorno crolla all'improvviso, seppellendo e uccidendo la madre del Riccetto e, dopo un disperato ricovero in ospedale, anche il suo amico e compagno Marcello.
Rimasto senza casa, la numerosa famiglia del Riccetto va a vivere nella già affollata casa dei suoi zii. Per evitare sia loro che il padre, il riccetto inizia a vivere in strada.
Passa del tempo (circa sei anni), il Riccetto ha ormai quasi diciott'anni. Una sera lui e un amico, detto il Caciotta, sempre bighellonando e rubacchiando per le strade delle borgate, trovano un semplice impiego: devono vendere alcune poltrone per conto di un tappezziere di via dei Volsci, ma una volta concluso l'affare, si tengono i soldi. Così si comprano degli abiti nuovi, vanno a mangiare una pizza e vanno al cinema, poi, mentre passeggiano di notte per Villa Borghese incontrano dei compagni di malaffare. Si addormentano su una panchina del parco, ma alla mattina il Riccetto scopre di essere stato derubato delle scarpe e del denaro. Così ancora una volta senza una lira, Riccetto e Caciotta sono costretti ad andare a mangiare alla mensa dei frati per una decina di giorni e a rubare qualcosa da mettere sotto i denti al mercato. Poi un giorno i due adocchiano una signora che sta salendo sul tram con la borsa semiaperta, la seguono e la borseggiano. Tutti contenti del malloppo, sull'autobus che li riporta al Tiburtino, il Caciotta lo mostra incautamente a degli amici e così attira l'attenzione di un certo Amerigo, un loro coetaneo malvivente di Pietralata estremamente aggressivo e dipendente dalle sigarette e dalla droga. Questi li porta in una bisca dove, dopo una piccola vincita iniziale, comincia a perdere i soldi che il Riccetto gli ha prestato, fino a quando quest'ultimo, preoccupato che Amerigo gli chieda un altro prestito, scappa via. Subito dopo arriva la polizia che arresta il Caciotta e Amerigo. Il protagonista incontra dei ragazzi (tra i quali vi è il suo amico d'infanzia Lenzetta) e si unisce a loro, non curandosi della sparizione misteriosa del suo amico violento e aggressivo Amerigo, che intanto è morto suicida. Il Riccetto e il Lenzetta s'imbattono in un vecchio che presenta loro le proprie figlie. Riccetto comincia a frequentare la più giovane delle ragazze e la sua vita sembra subire una svolta positiva: inizia a lavorare, si fidanza, ma un giorno viene arrestato per un crimine che non ha commesso e deve scontare tre anni di prigione.
Dopo tre anni i giovani si rincontrano al fiume, dove facevano di solito il bagno da piccoli e dove ancora i bambini e i ragazzini delle borgate si ritrovano, come facevano loro. Segue un estratto di vita nella casa di Alduccio, nella quale si è trasferita anche la famiglia del Riccetto (essendo suo cugino) dopo il crollo della scuola. La situazione familiare è esplosiva: la madre litiga con tutto il vicinato e con Alduccio perché non lavora e non aiuta in casa, il padre torna sempre ubriaco e cerca di picchiare la moglie mentre la sorella ha appena tentato il suicidio perché è rimasta incinta di un giovane che non vuole sposarla. In seguito addirittura Alduccio in preda all'esasperazione colpirà con una coltellata la madre, pur non ferendola gravemente. Successivamente viene presentata la famiglia del Begalone, altrettanto disastrata, visto che la madre è affetta da una grave malattia mentale ed è soggetta a continue visioni del demonio, di animali mostruosi e di orribili spettri. Alduccio e il Begalone passeggiano senza cena per le vie di Roma tentando inutilmente di corteggiare due ragazze troppo altolocate per loro; si fanno poi un bagno nella fontana e cercano di raggranellare qualche soldo dai passanti e finalmente entrano in una rosticceria mangiandosi tre supplì per uno. La fame però è talmente tanta che quando escono sono nelle stesse condizioni di prima. Successivamente incontrano il Riccetto da solo, il quale, probabilmente, sta cercando, come del resto gli altri due, qualcuno "da rimorchiare". Trovano un "froscio" e il Riccetto accompagna Alduccio e il Begalone in un posto sicuro nella sua vecchia borgata in cui potranno prostituirsi indisturbati. La borgata è cambiata moltissimo, ormai piena di nuove quanto brutte costruzioni popolari. In seguito il Riccetto se ne va per conto proprio e Alduccio e il Begalone se ne vanno in un bordello, forse per tentare di dimostrare qualcosa a se stessi sulla propria identità sessuale; qualcosa però va storto e Alduccio viene pubblicamente umiliato da una vecchia prostituta.
Nel frattempo i ragazzini della borgata si riuniscono sull'Aniene, ma l'atmosfera è tesa e violenta. La violenza tra i compagni assume aspetti tragici di bullismo: prima si incitano due cani a combattere tra di loro, poi non contenti del "sangue" viene preso di mira il Piattoletta, un ragazzo debole e forse deforme, che nessuno difende. Dopo una serie di angherie, viene legato ad un palo e gli viene appiccato il fuoco. Il ragazzo si salva, ma resta ustionato.
Successivamente durante l'ennesimo bagno nell'Aniene il Begalone, malato di tisi, si sente male, facendo presagire la sua fine imminente, mentre il piccolo Genesio per emulare il Riccetto, che pare sfidarlo con la sua ironia, attraversa il fiume, ma poi non è più in grado di ritornare sull'altra riva e muore sotto il ponte trascinato sott'acqua dai mulinelli. I suoi fratellini Borgo Antico e Mariuccio cercano di corrergli dietro sull'argine seguendo la corrente, ma non possono fare nulla per salvarlo e restano lì impotenti a contemplare la tragica scena. Il Riccetto di nascosto assiste alla disgrazia, ma non si tuffa per aiutarlo, benché sia anche il figlio del suo principale; adesso, infatti, Riccetto fa il manovale con una ditta di Ponte Mammolo. Riccetto, consumata la tragedia, se ne va alla chetichella, non visto da nessuno. Il giovane, ormai, è definitivamente cambiato: ha tagliato i suoi riccioli e non è più il ragazzino che alcuni anni prima aveva rischiato la vita gettandosi in acqua quasi sotto il ponte per salvare una rondinella che stava annegando. La sua integrazione con il mondo individualista del consumismo borghese è ormai cominciata.

## L'opera
Il libro racconta le vicende, nel corso di qualche anno, di alcuni ragazzi appartenenti al sottoproletariato romano. Anche il periodo storico, d'altronde, non è privo di significato nel contesto del libro: la storia, infatti, si svolge nell'immediato dopoguerra, quando la miseria era più tiranna che mai. In questo ambiente è facile comprendere come mai i ragazzi protagonisti del libro siano allo sbando più totale: le famiglie non costituiscono punti di riferimento, né sono valori e spesso sono costituite da padri ubriaconi e violenti, madri sottomesse e fratelli molte volte avanzi di galera; le scuole, presenti come edifici, ma non in funzione, sono destinate ad accogliere sfrattati e sfollati.
Nel libro Pier Paolo Pasolini sfrutta le semplici azioni di una piccola parte di giovani rispetto a tutta Roma e a tutta l'Italia intera per narrare, in verità, il degrado sociale che aveva colpito tutto il Paese dopo il conflitto. Lo si evince passo dopo passo quando il Riccetto e i compagni rovistano nell'immondizia e cercano pezzi di metallo da vendere, poi, al rigattiere; o quando, non trovando nulla, rompono persino le tubature per ricavarne del piombo. I "Ragazzi di vita" s'ingegnano anche in piccoli furti e rapine, come quando il Riccetto e il Lenzetta derubano in un autobus un'anziana signora. Non è raro, inoltre, che essi frequentino delle prostitute, a volte anche incinte che, disperate, si concedono per mantenere la famiglia.
I protagonisti si organizzano in vere e proprie bande, con le quali scorrazzano per i quartieri poveri della città e fanno "caciara", ovvero giocano, gridano e si divertono; sembra quasi che non abbiano casa e il loro nemico quotidiano sia la noia; infatti non è da escludere che molti dei ragazzi che hanno partecipato al funerale di Amerigo lo abbiano fatto non tanto per affetto nei confronti del defunto o per sentimento religioso o per dovere morale, quanto, più probabile, per fare qualcosa di diverso ed ammazzare il tempo.

## Lessico ed elementi strutturali dell'opera
Caratteristica molto importante del testo è il lessico con cui è stato scritto. Infatti l'opera è in dialetto romanesco, con tanto di glossario per permettere la comprensione dei termini usati.
Questa scelta della terminologia molto gergale e locale, delimitata non solo al Lazio, ma alle borgate di Roma stessa, identifica meglio il contesto dove vivono i "Ragazzi di vita". Lo stesso lessico gergale che utilizzano è ulteriore elemento di separazione e lontananza dalla vita reale, dalla vita dei grandi, nonché uno "scarto" che permette la massima mimesi dell'autore con le vicende narrate e una vera e propria "dichiarazione d'amore" nei confronti dei ragazzi protagonisti dell'opera (come ebbe a dire Gianfranco Contini). In una lettera che Pasolini inviò a Livio Garzanti durante la stesura del romanzo, egli scrisse che la struttura dell'opera che stava preparando coincideva con un arco di singoli eventi che andavano a costituire il contenuto morale del romanzo stesso. Non per niente, si nota chiaramente come uno dei primi eventi che catalizza l'attenzione del lettore sia contenuto nel primo capitolo, quando il Riccetto si getta dalla barca in mezzo al fiume per salvare una rondine che stava affogando. A questo corrisponde la situazione con cui il romanzo si chiude, quando vediamo che il Riccetto - scontati gli anni di carcere e "messa la testa a posto" secondo i canoni borghesi del "casa-lavoro-stipendio" - pur commuovendosi, non muove un dito per salvare dall'annegamento nell'Aniene il giovane Genesio, considerando la situazione troppo rischiosa per intervenire. Il primo Riccetto, quello delle vagabonde scorrazzate, degli espedienti più o meno legali per sopravvivere, dei furti e delle disonestà è un ragazzino capace di provare un sentimento di pietà e di compassione per una rondine, tanto da non indugiare un solo secondo per salvarla; il Riccetto responsabilizzato è, come dice lo stesso Pasolini, un personaggio piatto, vuoto, che, ingoiato dai canoni della società borghese, ha perduto quegli slanci di pura umanità che si facevano vivi sotto la scorza da piccolo delinquente; egli è rimasto intrappolato in quello spirito egoista da membro della classe media - cui nonostante tutto non appartiene affatto - abbandonando definitivamente quei tratti di peculiarità popolana che la vita di borgata gli aveva cucito addosso.
Si vede chiaramente che, in questa opera non tanto narrativa quando più saggistica-descrittiva, sia la vita di borgata ad essere di interesse dell'autore. Infatti nel momento in cui qualcuno entra in contatto con la "vita dei grandi" passa in secondo piano (esempio lampante del ruolo de Il Riccetto, che dal capitolo quinto tende a scomparire, a passare in secondo piano, lasciando più spazio ai giovani che ancora vivono nel loro mondo isolato di borgata).
Altra caratteristica interessante è la scelta di nominare poche volte i nomi propri dei personaggi, ma riferirsi più spesso al soprannome che hanno nel gruppo, nonché l'utilizzo strategico degli aggettivi volto a sottolineare la miseria e lo squallore di qualsiasi ambiente in cui si muovono i protagonisti - l'erba dei prati di borgata, a titolo d'esempio, non è mai verde o rigogliosa ma sempre sporca, zellosa o bruciata.

## La critica letteraria e la censura
Nonostante la Costituzione della appena nata Repubblica tutelasse la libertà di espressione (articolo 21), tale diritto civile era ancora lontano da una piena acquisizione nell'ambito della società. Non è pertanto del tutto inusuale che opere artistiche, quali libri, fossero processati per "oscenità", come nel 1955 Ragazzi di vita di Pasolini, perché parlava della prostituzione maschile.
Il 13 aprile del 1955 Pasolini spedì all'editore Garzanti il dattiloscritto completo di Ragazzi di vita che viene dato alle bozze. Il romanzo uscirà quello stesso anno ma il tema scabroso che trattava, quello della prostituzione maschile, causa all'autore accuse di oscenità.

Malgrado l'intervento della critica, a partire da Emilio Cecchi fino ad Asor Rosa e a Carlo Salinari, sia feroce e il libro venga scartato sia al premio Strega che al premio Viareggio, esso ottenne un grande successo da parte del pubblico e venne festeggiato a Parma da una giuria presieduta da Giuseppe de Robertis e vinse il "premio Colombi-Gudotti".
Nel frattempo la magistratura di Milano aveva accolto la denuncia di "carattere pornografico" del libro.
Continua nel frattempo la polemica della critica marxista a Ragazzi di vita e Pasolini pubblicherà, sul numero di aprile della nuova rivista Officina, un articolo contro Salinari e Gaetano Trombatore che scrivevano sul Contemporaneo.

A luglio si tenne a Milano il processo contro Ragazzi di vita che terminerà con una sentenza di assoluzione con "formula piena", grazie anche alla testimonianza di Carlo Bo che aveva dichiarato essere il libro ricco di valori religiosi "perché spinge alla pietà verso i poveri e i diseredati" e che non contiene nulla di osceno perché "i dialoghi sono dialoghi di ragazzi e l'autore ha sentito la necessità di rappresentarli così come in realtà".

## Trasposizioni teatrali
Nel 2016, il Teatro di Roma, a conclusione dell'anno dedicato a Pasolini (quarant'anni dalla sua morte, avvenuta il 2 novembre 1975), decide di mettere in scena per la prima volta il romanzo. La regia è affidata a Massimo Popolizio mentre la drammaturgia a Emanuele Trevi.

## Edizioni
- Pier Paolo Pasolini, Ragazzi di vita, collana Romanzi moderni, Milano, Garzanti, 1955.
- Pier Paolo Pasolini, Ragazzi di vita, collana I Garzanti, n. 309, Milano, Garzanti, 1971.
- Pier Paolo Pasolini, Ragazzi di vita, collana I bianchi, Milano, Garzanti, 1974.
- Pier Paolo Pasolini, Ragazzi di vita, collana I grandi libri. Opere di Pier Paolo Pasolini, n. 138, Milano, Garzanti, 1976.
- Pier Paolo Pasolini, Ragazzi di vita, Milano, Club degli Editori, 1980.
- Pier Paolo Pasolini, Ragazzi di vita, collana Gli struzzi, Torino, Einaudi, 1987.
- Pier Paolo Pasolini, Ragazzi di vita, collana Gli elefanti, Milano, Garzanti, 1988, ISBN 88-11-66792-5.
- Pier Paolo Pasolini, Ragazzi di vita, collana I libri verdi, a cura di Marta Morazzoni e Antonio Parisi, con guida alla lettura, n. 9, Milano, Archimede, 1994, ISBN 88-7952-051-2.
- Pier Paolo Pasolini, Ragazzi di vita, collana La biblioteca di Repubblica. Novecento, n. 40, edizione allegata al quotidiano la Repubblica, Roma, 2002.
- Pier Paolo Pasolini, Ragazzi di vita, collana I libri del Corriere della Sera. Le opere di Pier Paolo Pasolini, n. 1, edizione allegata al quotidiano Corriere della Sera, Milano, RCS, 2015.
- Pier Paolo Pasolini, Ragazzi di vita, collana Nuova biblioteca Garzanti, prefazione di Vincenzo Cerami, Milano, Garzanti, 2007, ISBN 978-88-11-68328-5.
- Pier Paolo Pasolini, Ragazzi di vita, collana Gli Elefanti. Garzanti Novecento, prefazione di Vincenzo Cerami, Milano, Garzanti, 2009, ISBN 978-88-11-68835-8.